# Примас Польщі

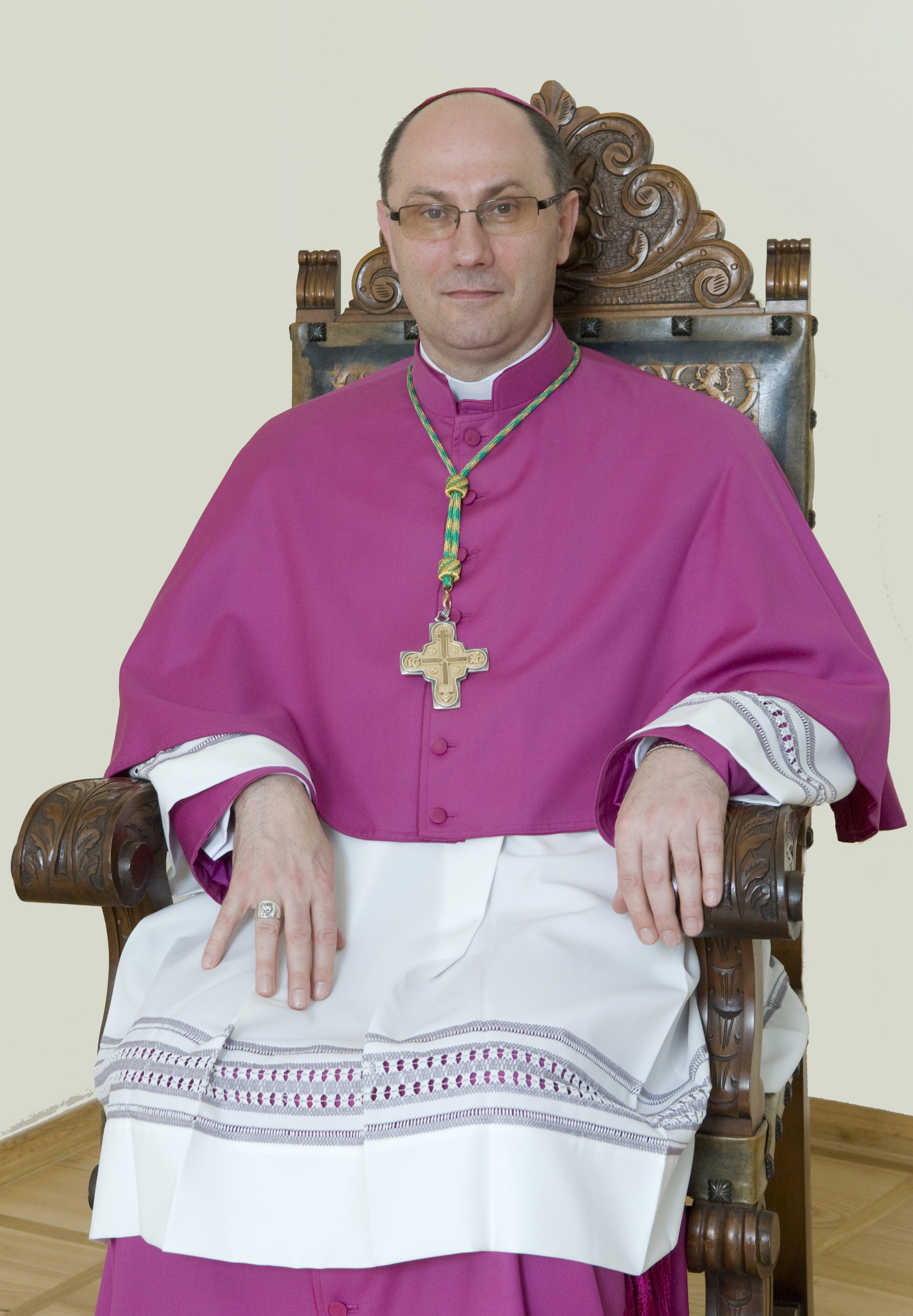
Войцех Поляк, чинний примас Польщі.

Картуш для герба архієпископа і примаса.

Примас Польщі (лат. Primas Poloniae, пол. Prymas Polski) — титул архієпископа Гнезненського, що має почесне верховенство над іншими архієпископами та єпископами Польщі. Запроваджений у 1417 році. У 1569—1818 роках називався примасом Королівства Польського і Великого князівства Литовського (Польщі й Литви). Від 1572 року був «інтеррексом» — виконувачем обов'язків короля в час безкоролів'я. Коронував новообраних монархів та брав участь в їх урочистому похованні. 
Від 17 травня 2014 року чинним примасом Польщі є архієпископ-митрополит гнезненський Войцех Поляк.

## Опис
Титул впроваджено 1417 року рішенням Констанцького собору.
У 1569—1818 роках, в часи існування польсько-литовської федеративної держави Річ Посполита та чверть століття після її поділу, йменувався «примасом Королівства Польського і Великого князівства Литовського». Повна титулатура була такою:
укр. З ласки Божої й Столиці Апостольської святої Церкви Гнезнеської архієпископ, Легат уроджений, примас Королівства Польського і Великого князівства Литовського, і перший князь.
лат. N.N. Dei et Sedis Apostolicae gratia sanctae Gnesnensis Ecclesiae Archiepiscopus Legatus Natus, Primas Regni Poloniae Magnique Ducatus Lithuaniae Primusque Princeps.
пол. z łaski Bożej i Stolicy Apostolskiej świętego Kościoła Gnieźnieńskiego Arcybiskup, Legat urodzony, Prymas Królestwa Polskiego i Wielkiego Księstwa Litewskiego, Pierwszy Książę.
1821—1946 — резиденцією примаса Польщі була Познань (1946—1992 — Варшава).
1992 — по розв'язанні персональної унії Ґнєзненської та Варшавської архідієцезій, титул примаса Польщі лишався за кардиналом Юзефом Ґлемпом, що виконував функції варшавського архієпископа.
2009 — з обранням Генрика Мушинського резиденцією примаса Польщі знову є Гнєзно.

## Список
| Примас Польщі                 | термін повноважень | примітки                                                 |
| ----------------------------- | ------------------ | -------------------------------------------------------- |
| Миколай Тромба                | 1417—1422          |                                                          |
| Войцех Ястшембець             | 1423—1436          |                                                          |
| Вінцентій Кот                 | 1436—1448          | З 1444—1447 кардинал Антипапи Фелікса V                  |
| Владислав Опоровський         | 1449—1453          |                                                          |
| Ян Спровський                 | 1453—1464          |                                                          |
| Ян Ґрущинський                | 1464—1473          |                                                          |
| Якуб з Сенна                  | 1474—1480          |                                                          |
| Збіґнєв Олешніцький           | 1481—1493          |                                                          |
| Фридерик Ягеллончик           | 1493—1503          | (Кардинал)                                               |
| Анджей Боришевський           | 1503—1510          |                                                          |
| Ян Ласький                    | 1510—1531          | впроваджено звання легата за народженням (Legatus Natus) |
| Мацей Джевіцький              | 1531—1535          |                                                          |
| Анджей Кшицький               | 1535—1537          |                                                          |
| Ян Латальський                | 1537—1540          |                                                          |
| Пйотр Ґамрат                  | 1541—1545          |                                                          |
| Миколай Дзежґовський          | 1545—1559          |                                                          |
| Ян Пшерембський               | 1559—1562          |                                                          |
| Якуб Уханський                | 1562—1581          |                                                          |
| Станіслав Карнковський        | 1581—1603          |                                                          |
| Ян Тарновський гербу Роля     | 1603—1605          |                                                          |
| Бернард Мацейовський          | 1605—1608          | (Кардинал)                                               |
| Войцех Барановський           | 1608—1615          |                                                          |
| Вавжинець Гембицький          | 1616—1624          |                                                          |
| Генрик Фірлей                 | 1624—1626          |                                                          |
| Ян Венжик                     | 1627—1638          |                                                          |
| Ян Ліпський                   | 1638—1641          |                                                          |
| Мацей Лубенський              | 1641—1652          |                                                          |
| Анджей Лещинський             | 1653—1658          |                                                          |
| Вацлав Лещинський             | 1659—1666          |                                                          |
| Миколай Пражмовський          | 1666—1673          |                                                          |
| Казимир Флоріан Чарторийський | 1673—1674          | князь                                                    |
| Анджей Ольшовський            | 1674—1677          |                                                          |
| Ян Стефан Виджга              | 1677—1685          |                                                          |
| Стефан Вежбовський            | 1686—1687          | (Номінальний)                                            |
| Міхал Стефан Радзейовський    | 1687—1705          | (Кардинал)                                               |
| Станіслав Шембек              | 1706—1721          |                                                          |
| Теодор Анджей Потоцький       | 1723—1738          |                                                          |
| Кшиштоф Антоній Шембек        | 1739—1748          |                                                          |
| Адам Ігнацій Коморовський     | 1749—1759          |                                                          |
| Владислав Лубенський          | 1759—1767          |                                                          |
| Габріель Подоський            | 1767—1777          |                                                          |
| Антоній Казимир Островський   | 1777—1784          |                                                          |
| Міхал Єжи Понятовський        | 1785—1794          |                                                          |
| Ігнацій Красицький            | 1795—1801          |                                                          |
| Ігнацій Рачинський            | 1806—1818          |                                                          |
| Тимотеуш Ґоженський           | 1821—1825          |                                                          |
| Теофіл Волицький              | 1828—1829          |                                                          |
| Марцін Дунін                  | 1831—1842          |                                                          |
| Леон Міхал Прилуцький         | 1845—1865          |                                                          |
| Мечислав Ледуховський         | 1866—1886          | (Кардинал)                                               |
| Юліус Діндер                  | 1886—1890          |                                                          |
| Флоріан Стаблевський          | 1891—1906          |                                                          |
| Едвард Ліковський             | 1914—1915          |                                                          |
| Едмунд Дальбор                | 1915—1926          | (Кардинал)                                               |
| Август Глонд                  | 1926—1948          | (Кардинал)                                               |
| Стефан Вишинський             | 1948—1981          | (Кардинал)                                               |
| Юзеф Ґлемп                    | 1981—2009          | (Кардинал)                                               |
| Генрик Мушинський             | 2009—2010          |                                                          |
| Юзеф Ковальчик                | 2010—2014          |                                                          |
| Войцех Поляк                  | 2014—              |                                                          |